# Cho So-hyun
Cho So-hyun, född den 24 juni 1988 i Seoul, är en sydkoreansk fotbollsspelare (mittfältare) som spelar för Birmingham City och för det sydkoreanska landslaget.
Inför VM i Frankrike år 2019, där hon var en del av den sydkoreanska truppen, har hon gjort 20 mål på 122 landskamper. Hon blev målskytt i 2-1-segern mot Spanien i VM i Kanada år 2015.